# Waldmoorspanner
Der Waldmoorspanner (Macaria brunneata, Syn.: Itame brunneata, Itame fulvaria) ist ein Schmetterling (Nachtfalter) aus der Familie der Spanner (Geometridae).

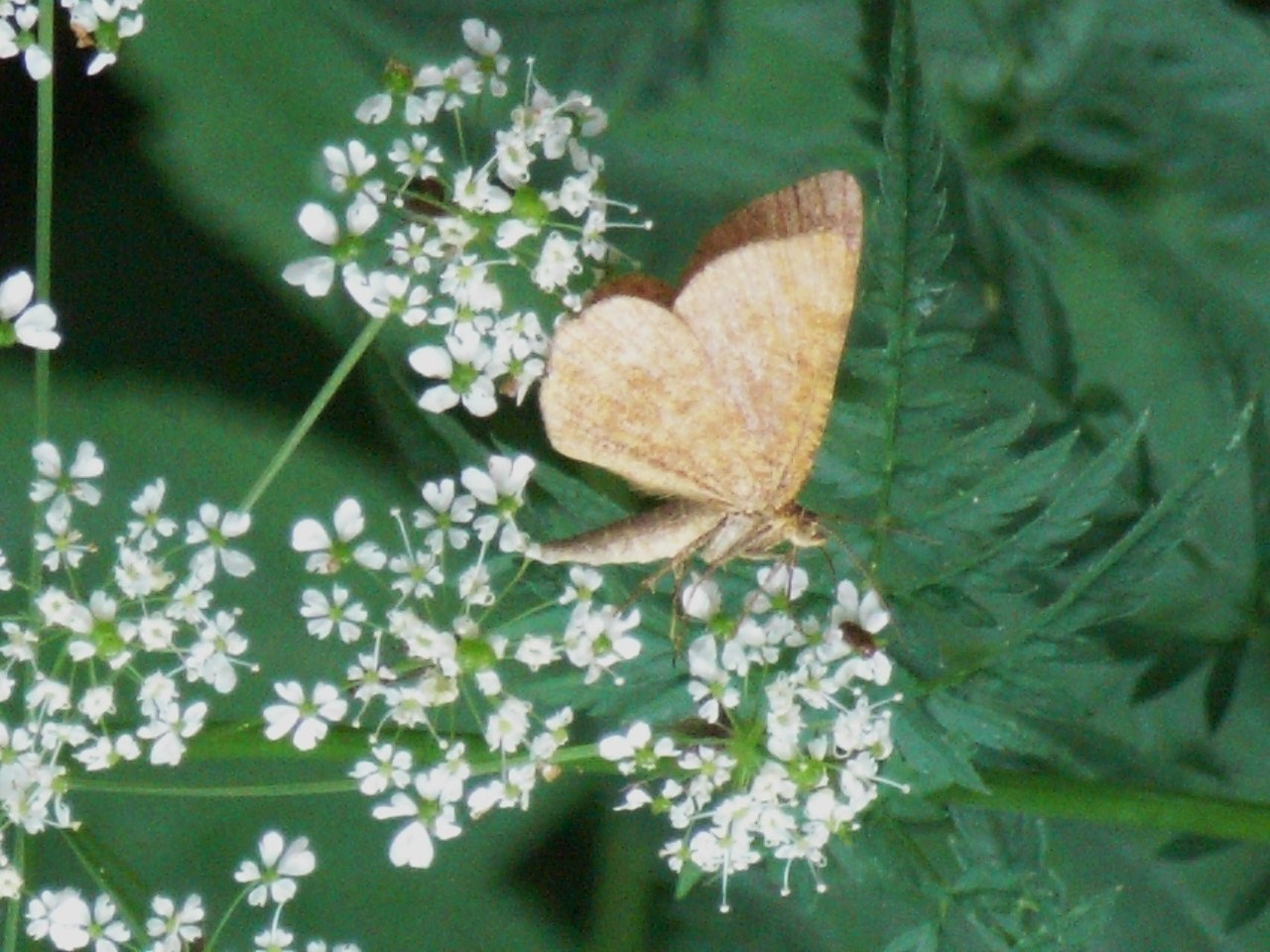
Waldmoorspanner ♂ auf Wiesenkerbel

## Beschreibung
Die Art hat eine Flügelspannweite von 25 bis 30 Millimetern. Die Flügel sind ockergelb, beim Männchen dicht bestäubt, beim Weibchen heller. Das Männchen ist auf der Oberseite undeutlich, das Weibchen dagegen scharf und deutlich gezeichnet. Die Vorderflügel haben vier bräunliche Flecken am Vorderrand, aus denen zwei bis drei, selten mehr Querlinien entspringen. Die Hinterflügel tragen zwei bis drei oft mehr oder weniger verloschene Querlinien.

## Verbreitung
Der Waldmoorspanner ist weit über Eurasien verbreitet, dazu auf dem amerikanischen Kontinent von Alaska bis Neufundland und südlich bis Neuengland, Michigan und Wyoming. In Mitteleuropa kommt die Art vor allem in den Mittelgebirgen und den Alpen sowie in Mooren des Flachlands gelegentlich lokal häufig vor, in anderen Gegenden, besonders Kalkgebieten, ist sie allerdings eher selten oder fehlt regional völlig.

## Vorkommen
Die Art fliegt von Mai bis Juli in Heidelbeerwäldern, auf Hochmooren, Waldblößen, Heiden und Lichtungen. In den Alpen erreicht sie 2000 Meter Höhe. Die Raupe lebt an Heidelbeeren oder Rauschbeeren, seltener auch an Weiden, besonders Sal-Weide und Ohr-Weide. In Heidelbeerwäldern können die Raupen gelegentlich Kahlfrass erzeugen. Das Ei überwintert. Es ist oval, rosa mit kräftiger hexagonaler Netzung und kleinen weißen Wärzchen an den Winkeln. Die von grün bis violettrot gefärbte Raupe hat deutliche Nebenrückenlinien. Sie verpuppt sich in der Erde.